# Pena de morte nas Maldivas
A pena de morte é uma pena legal nas Maldivas, porém, a última execução (em maio de 2018) foi realizada em 1954, quando o país era uma colônia britânica. 
O único método legal de execução é a injeção letal, embora a suspensão tenha sido proposta. Os crimes puníveis com a morte incluem assassinato, adultério, apostasia, terrorismo e traição - no entanto, a punição não é obrigatória para nenhum desses crimes. A pena de morte é uma punição legal para réus com mais de sete anos de idade. 
Atualmente, acredita-se que haja entre 17 e 20 indivíduos sob pena de morte nas Maldivas, 13 dos quais foram condenados no ano 2013. 
Em 2016, o assassino condenado Hussain Humaam Ahmed estava programado para ser executado por injeção letal nas Maldivas, mas a execução foi adiada após pedidos internacionais de clemência.  No final de julho de 2017, outra data de execução foi agendada para Ahmed, e as Maldivas declararam que pretendiam executar sua sentença e as execuções de duas outras pessoas em setembro de 2017. Por razões desconhecidas, as execuções acabaram não acontecendo.  Um porta-voz do governo das Maldivas afirmou que os atrasos nas execuções seriam resolvidos até 8 de outubro de 2017.  Novamente, no entanto, a data passou sem que nenhuma execução fosse realizada. 
As Maldivas votaram contra a moratória das Nações Unidas sobre a pena de morte em 2007 e 2008, depois votaram a favor da moratória em 2010, depois se abstiveram de votar em 2012 e 2014 e depois votaram contra novamente em 2016 e 2018. 
 

Em 2018, foi amplamente divulgado que as Maldivas trarão de volta a pena de morte.